# Trí Yên
Trí Yên is een xã in huyện Yên Dũng, een district in de Vietnamese provincie Bắc Giang.
Trí Yên ligt op de zuidelijke oever van de Cỏ Mạt, de westelijke oever van de Lục Nam en de oostelijke oever van de Thương. De Cỏ Mạt stroomt in Trí Yên in de Lục Nam. De Lục Nam stroomt op haar beurt weer in Trí Yên in de Thương.